# Sonne, Mond und Talia

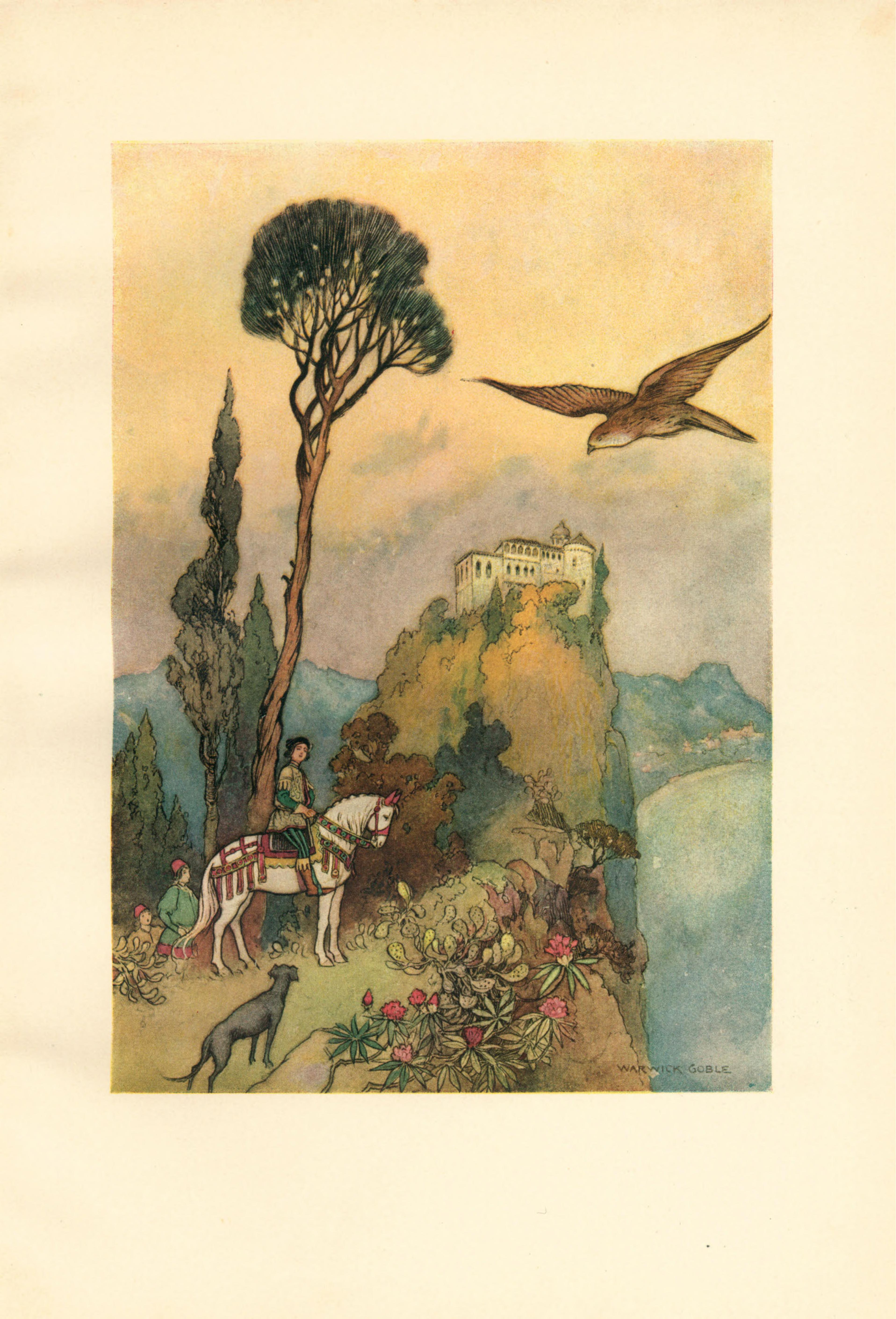
Illustration von Warwick Goble, 1911

Sonne, Mond und Talia (neapolitanisches Original: Sole, Luna e Talia) ist ein Märchen (AaTh 410). Es steht in Giambattista Basiles Sammlung Pentameron als fünfte Erzählung des fünften Tages (V,5). Felix Liebrechts Übersetzung schrieb den Titel Sonne, Mond und Thalia.

## Inhalt
Ein Herr verbannt allen Flachs aus seinem Haus, da gesagt wurde, seiner Tochter Thalia drohe Gefahr von einer Flachsfaser. Die Heranwachsende sieht eine spinnende Alte am Fenster vorbeigehen und streicht neugierig den Faden. Da fällt sie mit einer Faser unterm Fingernagel tot um, und der Vater lässt sie prächtig aufgebahrt im Palast zurück. Ein König auf Jagd schwängert sie und lässt sie liegen, worauf Feen ihre Zwillinge versorgen, die ihr schließlich die Flachsfaser aus dem Finger saugen. Sie erwacht und lernt den König kennen, der sie wieder besucht und daheim nur noch von ihr redet. Seine eifersüchtige Frau schickt ihren Sekretär nach den Kindern, unter dem Vorwand, der König wolle sie sehen, um sie ihrem Mann zum Essen vorsetzen zu lassen, doch der Koch versteckt sie und schlachtet stattdessen ein Zicklein. Dann will sie Thalia verbrennen, doch der König hört Thalia, als sie sich schreiend auszieht. Der König wirft Frau und Sekretär ins Feuer und belohnt den Koch.

## Bemerkungen
Thalia, wohl etwa „Die Blühende“, wird im griechischen Mythos von Zeus versteckt und bekommt Zwillinge. Laut Rudolf Schenda wurde die antike Geschichte von Astyages, der seinem Arzt dessen eigenen Sohn als Speise vorsetzte, im 16. Jahrhundert oft kolportiert. Sole, Luna e Talia ist die älteste Märchenversion von der Schlafenden Schönheit (AaTh 410), aber schon im frühfranzösischen Ritterroman vom Perceforest angelegt, der 1558 ins Italienische übersetzt wurde. Das Märchen wurde über Charles Perraults La Belle au Bois Dormant als Dornröschen – freilich in biedermeierlich geglätteter Form – in Grimms Märchen bekannt. Basiles Märchen wurde noch im 19. und 20. Jahrhundert in Italien erzählt. Italienische Varianten, besonders aus benachbarten Regionen, stimmen zum Teil mit Basiles Version überein. Dabei tauchen die Namen Sole, Luna, Talia immer wieder auf, so auch in iberischen und iberoamerikanischen Varianten. J. Camarena Laucirica hält hier direkte Abhängigkeiten aber für unwahrscheinlich, da es keine Basile-Übersetzung ins Spanische, Katalanische und Portugiesische gibt.
Vgl. zum Eingang bei Basile III,3 Viso, in Tausendundeine Nacht die Prinzessin in Die Geschichte der messingnen Stadt, zur Verwöhnung der Schönen von Feenhand auch Amor und Psyche, zum gekochten Kind Tantalos und bei Grimm Von dem Machandelboom, Die Schwiegermutter, Der gelernte Jäger, zum Feuertod z. B. Die zwölf Brüder, Jungfrau Maleen. Walter Scherf vergleicht verschiedene andere Märchen.